# EXID
EXID (tiếng Hàn Quốc: 이엑스아이디; tiếng Nhật: イーエックスアイディー /iː ˈɛks aɪ ˌdiː/ ee-EKS-eye-DEE; viết tắt của "Exceed In Dreaming" (tạm dịch: Vượt lên những giấc mơ)) là một nhóm nhạc nữ của Hàn Quốc được thành lập vào năm 2012 với 5 thành viên là Solji, LE, Hani, Hyelin và Jeonghwa.
Nhóm chính thức ra mắt ban đầu với đội hình 6 thành viên bao gồm Dami, Yuji, LE, Hani, Haeryeong và Jeonghwa vào ngày 16 tháng 2 năm 2012 với đĩa đơn nhạc số đầu tay Holla. 2 tháng sau, Dami, Yuji và Haeryung rời khỏi nhóm và được thay thế bởi Solji và Hyerin. Với đội hình 5 thành viên, nhóm phát hành EP đầu tay Hippity Hop vào tháng 8 năm 2012.
EXID bắt đầu trở nên nổi tiếng khi fancam của thành viên Hani nổi tiếng dẫn tới việc đĩa đơn "Up & Down" (2014) bất ngờ vươn lên vị trí thứ nhất trên bảng xếp hạng đĩa đơn của Gaon sau 4 tháng kể từ khi được phát hành.

## Lịch sử

### 2011: Trước khi ra mắt
Tháng 5 năm 2011, nhà sản xuất âm nhạc Shinsadong Tiger và AB Entertainment (hiện có tên là Gamgak Entertainment) đã tuyển chọn một số thực tập sinh cũ của JYP Entertainment để thành lập một nhóm nhạc nữ mới. Yuzi là thực tập sinh đầu tiên tham gia khi nhóm nhạc nữ của JYP Entertainment không được ra mắt và đã liên lạc với các thực tập sinh khác, bao gồm các thành viên Hani, Haeryung và Jeonghwa, để thử giọng vào AB Entertainment, và cả ba đều được tuyển vào công ty. Nhóm được bổ sung thành viên thứ 5 khi Shinsadong Tiger phát hiện ra LE, một rapper và nhạc sĩ underground, khi đó hoạt động với nghệ danh "Elly". Dami, một thực tập sinh của AB Entertainment, trở thành thành viên thứ 6 và cuối cùng của nhóm. Với tên gọi ban đầu là "WT", viết tắt của "Who's That", vài tháng trước khi ra mắt, nhóm đã được đổi tên thành EXID, viết tắt của "Exceed in Dreaming". Tháng 12 năm 2011, bước đi đầu tiên của EXID là việc LE tham gia viết lời và góp giọng trong đĩa đơn "Whenever You Play That Song" của Huh Gak, trong khi Jeonghwa xuất hiện trong MV với vai nữ chính.
EXID được lên kế hoạch ra mắt vào tháng 1 năm 2012 nhưng việc này đã bị hoãn lại do LE bị chấn thương ở chân khi đang diễn tập. Ngày 3 tháng 2 năm 2012, AB Entertainment công bố rằng EXID sẽ ra mắt với đĩa đơn "Whoz That Girl". Sau đó các đoạn video biểu diễn cá nhân của các thành viên đã được đăng tải lên mạng.

### 2012: Ra mắt với "Holla", thay đổi thành viên,Hippity Hopvà "Every Night"
EXID phát hành album đĩa đơn nhạc số đầu tay Holla vào ngày 16 tháng 2 năm 2012 và sau đó ra mắt trên các chương trình truyền hình âm nhạc M! Countdown, Show! Music Core và Inkigayo. Bài hát chủ đạo "Whoz That Girl" đạt thứ hạng cao nhất ở vị trí thứ 26 trên bảng xếp hạng đĩa đơn của Gaon và đạt tổng cộng 630.000 lượt tải về.
Tháng 4 năm 2012, các thành viên Yuzi, Dami và Haeryung được AB Entertainment thông báo là đã rời nhóm. Họ được thay thế bởi Solji, thành viên cũ của nhóm nhạc 2NB, và Hyelin, người trước đó đã không được chọn ra mắt trong đội hình ban đầu.
Với đội hình mới, EXID quay trở lại vào ngày 13 tháng 8 năm 2012 với đĩa đơn "I Feel Good" và EP đầu tay Hippity Hop. Hippity Hop bán được 1.300 bản trong tuần đầu tiên và lọt vào bảng xếp hạng album của Gaon ở vị trí thứ 13. Ngày 2 tháng 10 năm 2012, EXID phát hành đĩa đơn "Every Night", một phiên bản khác của bài hát "Phone Call" do LE tự sáng tác nằm trong EP Hippity Hop. "Every Night" đạt 105.000 lượt tải về trong tuần đầu tiên và lọt vào bảng xếp hạng đĩa đơn của Gaon ở vị trí thứ 43.
Ngày 11 tháng 10 năm 2012, EXID phát hành bài hát "Hey Boy" với vai trò là nhạc phim của The Thousandth Man, phim hài kịch tình huống của đài MBC.
Ngày 30 tháng 11 năm 2012, EXID được công bố là sẽ hợp tác với Big Star và D-Unit trong một album đặc biệt và một concert cuối năm. Concert này, với tên gọi "The Bugs Show Vol. 1", được tổ chức vào ngày 22 tháng 12 năm 2012 tại V-Hall ở Hongdae, Seoul, Hàn Quốc.
Ngày 6 tháng 12 năm 2012, EXID nhận được giải thưởng tân binh xuất sắc nhất tại Giải thưởng Văn hóa Giải trí Hàn Quốc lần thứ 20.

### 2013–14: Nhóm nhỏ Dasoni, "Up & Down" và sự nổi tiếng

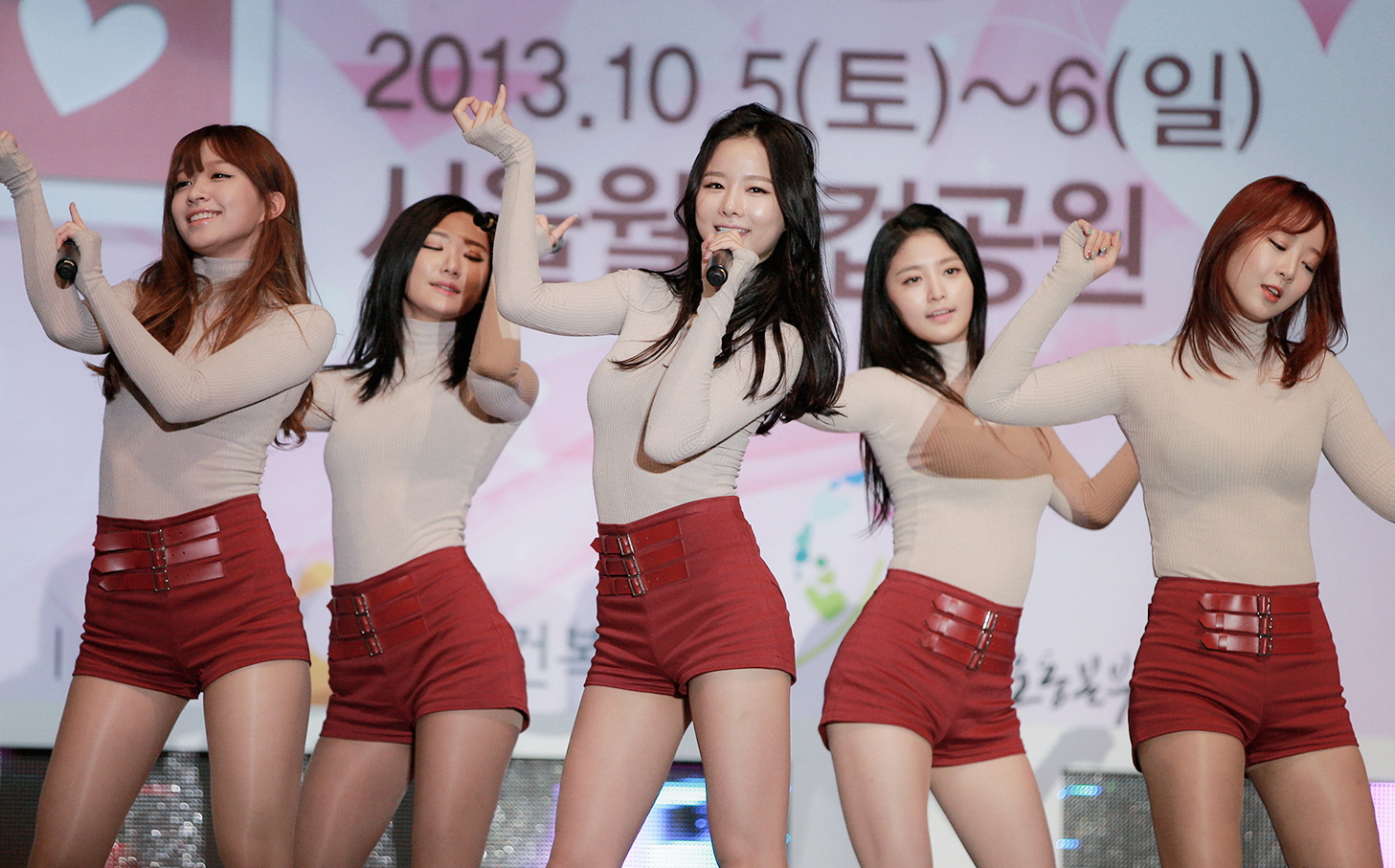
EXID biểu diễn tại một sự kiện vào tháng 10 năm 2013.

Ngày 8 tháng 2 năm 2013, EXID phát hành đĩa đơn "Up & Down" nằm trong nhạc phim của Incarnation of Money. Sau đó Hani và Solji được thông báo là sẽ tham gia vào một nhóm nhỏ tên là "Dasoni" (Da là The, So là Solji, Ni là Hani). Nhóm nhỏ này phát hành đĩa đơn đầu tay "Goodbye" vào ngày 15 tháng 2 năm 2013.

Tháng 6 năm 2014, các thành viên được công bố là đã ký hợp đồng độc quyền với Yedang Entertainment và đang chuẩn bị quay trở lại với một album do Shinsadong Tiger chỉ đạo sản xuất.

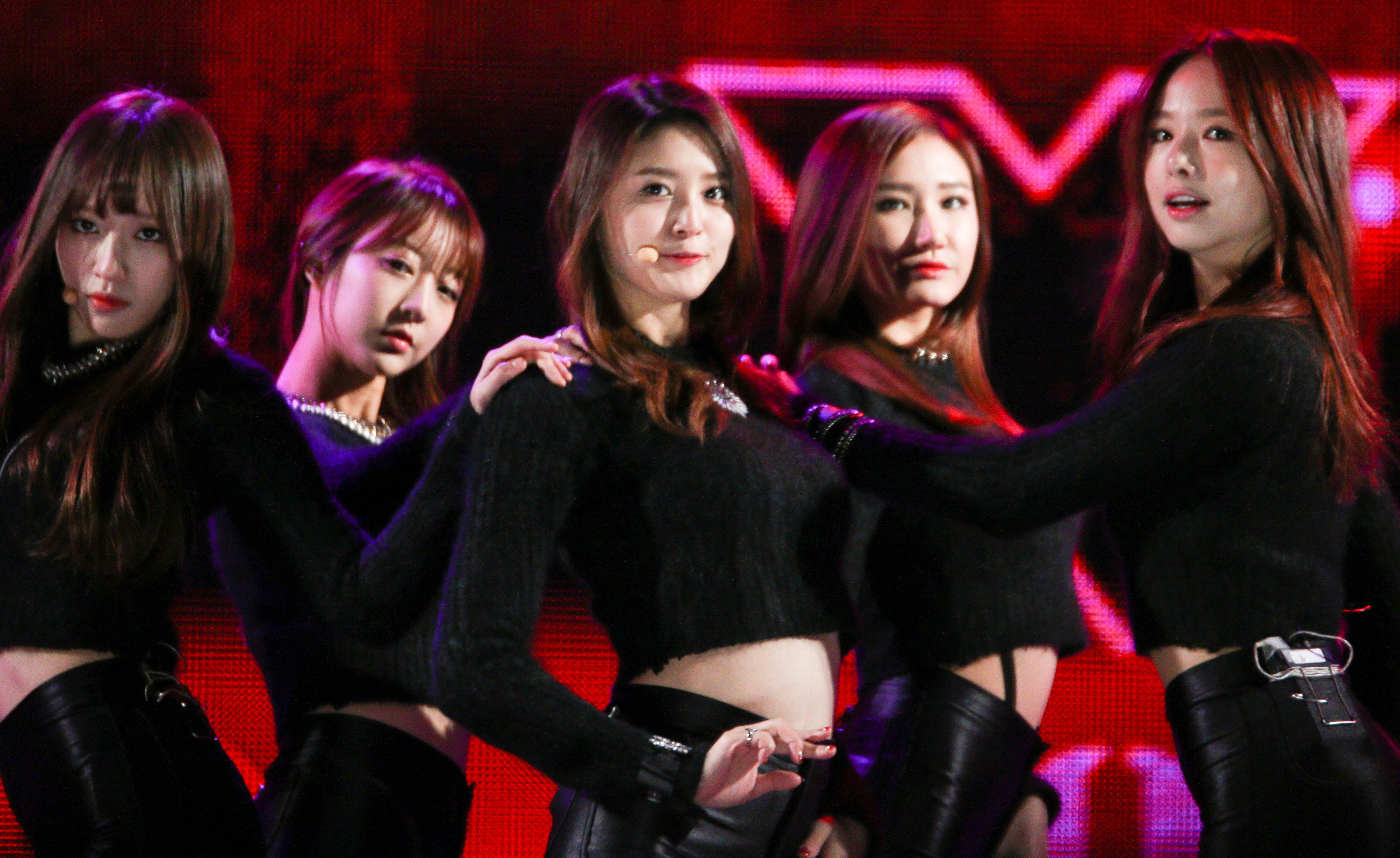
EXID vào tháng 12 năm 2014.

Ngày 24 tháng 8 năm 2014, EXID tổ chức một showcase tại Ilchi Art Hall và biểu diễn bài hát mới "Up & Down". Đĩa đơn được phát hành vào ngày 27 tháng 8 nhưng không đạt được nhiều thành công khi chỉ đạt thứ hạng cao nhất ở vị trí thứ 94 trên bảng xếp hạng Gaon và nhóm đứng trên bờ vực tan rã khi Yedang Entertainment hoàn toàn cạn kiệt kinh phí cho nhóm hoạt động và chìm trong các khoản nợ. Tuy nhiên, bài hát dần trở nên nổi tiếng sau khi fancam màn biểu diễn của thành viên Hani do một người hâm mộ có tài khoản YouTube mang tên Pharkil quay lại được chia sẻ rầm rộ trên các mạng xã hội tại Hàn Quốc. Tính đến tháng 6 năm 2021, fancam của Hani đã thu hút hơn 34 triệu lượt xem, trở thành fancam có lượt xem YouTube nhiều nhất trong lịch sử K-pop. Điều này giúp bài hát vươn lên top 10 trên các bảng xếp hạng âm nhạc trực tuyến và đạt vị trí thứ nhất trên bảng xếp hạng Gaon.
Nhờ thành công này, EXID quay trở lại các chương trình truyền hình âm nhạc để tiếp tục quảng bá cho "Up & Down", khiến bài hát được đề cử cho vị trí thứ nhất trên Show! Music Core, Inkigayo và M! Countdown. Nhóm giành được chiến thắng đầu tiên kể từ khi ra mắt vào ngày 8 tháng 1 năm 2015 trên M! Countdown, và sau đó tiếp tục chiến thắng trên Music Bank vào ngày 9 tháng 1 năm 2015 và Inkigayo vào ngày 11 tháng 1 năm 2015.

### 2015:Ah Yeahvà "Hot Pink"
Tháng 2 năm 2015, Solji đã tham gia cuộc thi ca hát King Of Mask Singer của đài MBC và trở thành quán quân đầu tiên của cuộc thi. Chiến thắng của Solji đã giúp EXID nhận được rất nhiều sự chú ý, đồng thời góp phần giúp nhóm bắt đầu được nhìn nhận bởi công chúng như những thần tượng có thực lực.
Ngày 6 tháng 4, Yedang Entertainment cho ra mắt một đoạn video giới thiệu cho bài hát chủ đề Ah Yeah nằm trong EP thứ hai cùng tên của EXID. Teaser "Ah Yeah" đã có gần 2 triệu lượt xem và tiếp tục sử dụng giai điệu sôi động và hình tượng quyến rũ quen thuộc của nhóm. Video âm nhạc của bài hát được phát hành cùng với EP vào lúc 12:00 PM (KST) ngày 13 tháng 4. "Ah Yeah" đã giành chiến thắng năm lần trên các chương trình âm nhạc Hàn Quốc. Ngày 2 tháng 5, EXID biểu diễn lần đầu tiên tại Mỹ trong sự kiện âm nhạc Korean Music Festival được tổ chức ở Los Angeles, California.Đồng thời EP cùng tên cũng đạt hạng 12 trong bảng xếp hạng Billboard World Chart.
EXID trở thành nhân vật chính trong mùa thứ năm của chương trình thực tế Showtime! phát sóng trên kênh truyền hình MBC every1, sau EXO, Beast, Apink và Sistar. Chương trình bắt đầu phát sóng từ đầu tháng 5.
Ngày 7 tháng 11, EXID thắng giải MBC Music Star Award ở MelOn Music Awards 2015.
Ngày 8 tháng 11, một đoạn video giới thiệu cho bài hát "Hot Pink" của EXID được tung ra. Bài hát được phát hành trực tuyến cùng với video âm nhạc vào 12:00 AM (KST) ngày 18 tháng 11. "Hot Pink" khá thành công về mặt doanh thu tải nhạc số, và giành được hai chiến thắng trên Show Champion và Inkigayo.
Năm 2015 là một năm thành công của EXID, khi mà nhóm có lượng tải nhạc số cao nhất năm, có màn trình diễn đạt lượt xem kỉ lục trên kênh YouTube chính thức của MBC là MBC Music, và trở thành một trong sáu nhóm nhạc nữ duy nhất trong lịch sử K-Pop giành chiến thắng liên tiếp trên các show âm nhạc với 3 bài hát trong vòng 1 năm, 5 nhóm nhạc tiền bối nằm trong danh sách là S.E.S năm 1998, Fin.K.L năm 1999, Wonder Girls năm 2008, Girls' Generation năm 2010 và 2NE1 năm 2011.

### 2016:Street, ra mắt tại Trung Quốc và Solji tạm ngừng hoạt động

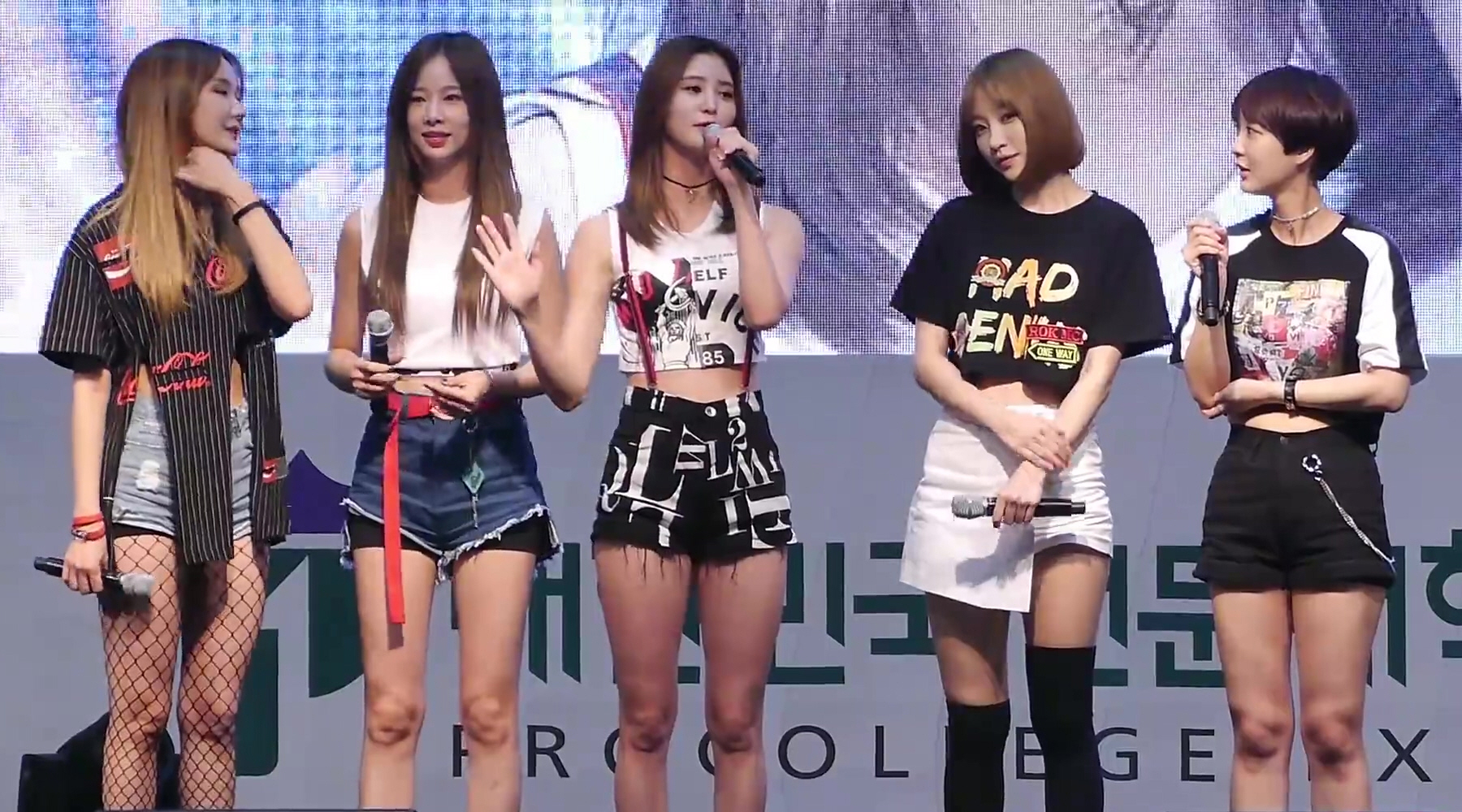
EXID biểu diễn ca khúc "L.I.E" vào tháng 7 năm 2016.

Vào ngày 20 tháng 5 năm 2016, nhóm thông báo sẽ phát hành album mang tên Street với bài hát chủ đề "L.I.E", do LE chỉ đạo sản xuất. Đây cũng chính là album phòng thu chính thức đầu tiên của nhóm sau 4 năm hoạt động. Ngày 1 tháng 6, EXID chính thức ra mắt album Street, video âm nhạc của ca khúc chủ đề "L.I.E" trên trang YouTube chính thức của nhóm và có một showcase cùng ngày quảng bá hai bài hát "L.I.E" và "Will You Take Me". Ngày 8 tháng 6, EXID giành được chiến thắng đầu tiên cho ca khúc "L.I.E" trên Show Champion của đài MBC. Street cũng đạt hạng 9 trên bảng xếp hạng Billboard World Chart.

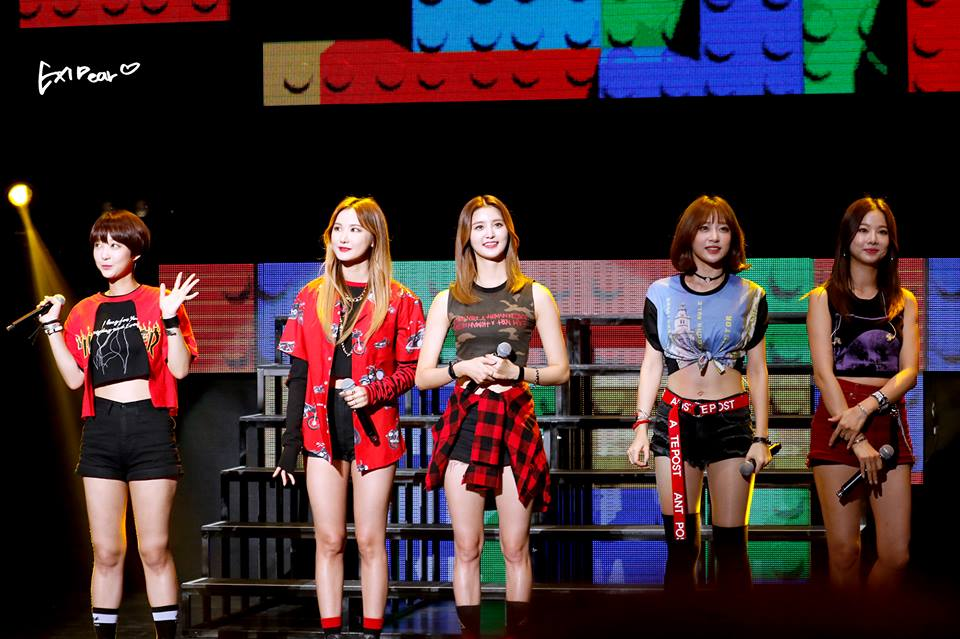
EXID tại Đài Loan vào tháng 9 năm 2016.

Ngày 14 tháng 12 năm 2016, EXID biểu diễn lần đầu tiên tại Việt Nam trong concert "Đẹp chuẩn Pond's - Đón thần tượng" do Pond's tài trợ và được tổ chức tại Nhà thi đấu Quân khu 7, phường 9, quận Phú Nhuận, Thành phố Hồ Chí Minh. Buổi concert còn có sự góp mặt của nhiều ca sĩ Việt Nam nổi tiếng như Noo Phước Thịnh, Đông Nhi, Bích Phương, Trịnh Thăng Bình, Suni Hạ Linh, Erik và Monstar. Ngày 20 tháng 12 năm 2016, EXID phát hành phiên bản tiếng Trung của "Cream", một bài hát nằm trong album Street, với tư cách là đĩa đơn tiếng Trung đầu tay của nhóm. Bài hát đã ngay lập tức lọt vào top xu hướng của YinYueTai chỉ sau vài tiếng ra mắt và đạt được vị trí thứ 3 trên trang này, trong khi thứ hạng tại QQ là vị trí thứ 2. Chiều tối ngày 21 tháng 12 năm 2016, công ty quản lý Banana Culture Entertainment đưa ra thông báo EXID sẽ tạm thời biểu diễn với đội hình 4 người gồm LE, Hani, Hyelin và Jeonghwa tại các lễ hội âm nhạc cuối năm và các sự kiện khác do trưởng nhóm Solji được chẩn đoán mắc phải hội chứng cường giáp trạng. Dự án âm nhạc mới của EXID trước đó dự kiến sẽ được phát hành vào đầu năm 2017 cũng bị hoãn lại cho tới khi Solji bình phục và có thể tiếp tục hoạt động cùng nhóm.

### 2017: Đĩa đơn tiếng Trung thứ hai "Up & Down",Eclipsevà sự trở lại của Solji cùng vớiFull Moon
Ngày 10 tháng 1 năm 2017, EXID phát hành phiên bản tiếng Trung của "Up & Down" (tiếng Trung: 上下; bính âm: Shàngxià) với tư cách là đĩa đơn tiếng Trung thứ hai của nhóm.
EXID tiếp tục tới Việt Nam biểu diễn tại concert "MBC Music K-Plus" nhân dịp kỉ niệm 25 năm thiết lập quan hệ hữu nghị Việt Nam - Hàn Quốc được tổ chức tại sân vận động Quốc gia Mỹ Đình vào hai ngày 25 và 26 tháng 3 năm 2017. Ngày 8 tháng 4, nhóm quay trở lại Việt Nam để tham dự sự kiện "Korea Days - Những ngày Hàn Quốc tại Hà Nội 2017" được tổ chức tại vườn hoa Lý Thái Tổ, đường Đinh Tiên Hoàng, quận Hoàn Kiếm, Hà Nội.

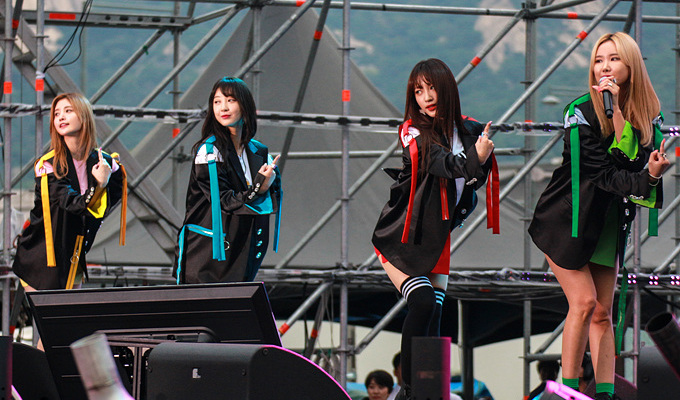
EXID biểu diễn "Night Rather Than Day" vào tháng 8 năm 2017.

Ngày 15 tháng 3 năm 2017, EXID cho biết nhóm sẽ trở lại với mini-album thứ ba mang tên Eclipse (tiếng Hàn: 이클립스; Romaja: Ikeullibseu) với bài hát chủ đề "Night Rather Than Day" (tiếng Hàn: 낮보다는 밤; Romaja: Natbodaneun Bam), tuy nhiên nhóm sẽ quảng bá mini-album với đội hình bốn người, do trưởng nhóm Solji vẫn chưa hoàn toàn hồi phục sức khỏe. Ngày 10 tháng 4 năm 2017, mini-album Eclipse và video âm nhạc của bài hát chủ đề "Night Rather Than Day" chính thức được phát hành. Eclipse đạt được thứ hạng cao nhất là vị trí thứ tư trong bảng xếp hạng Billboard, trở thành album có thứ hạng cao nhất của EXID trong bảng xếp hạng này và cũng là album đầu tiên của nhóm lọt vào top 5. Ngày 25 tháng 4, EXID dành chiến thắng lần đầu tiên tại các chương trình âm nhạc với "Night Rather Than Day" tại SBS MTV The Show, đạt được chiến thắng thứ hai tại MBC Show Champion vào ngày tiếp theo và chiến thắg thứ 3 vào ngày 2 tháng 5 tại SBS MTV The Show.
Ngày 12 tháng 5, công ty quản lý của EXID thông báo nhóm sẽ tổ chức tour châu Á mang tên "EXID Asia Tour 2017" vào mùa hè. Nhóm đã đi qua Hồng Kông, Singapore, Hàn Quốc và Đài Loan. Trong concert được tổ chức tại Seoul, Hàn Quốc, thành viên Solji đã bất ngờ xuất hiện và cùng nhóm biểu diễn bài hát "Summer, Fall, Winter, Spring" trích từ album Street. Tuy nhiên cô vẫn chưa chính thức quay trở lại hoạt động.

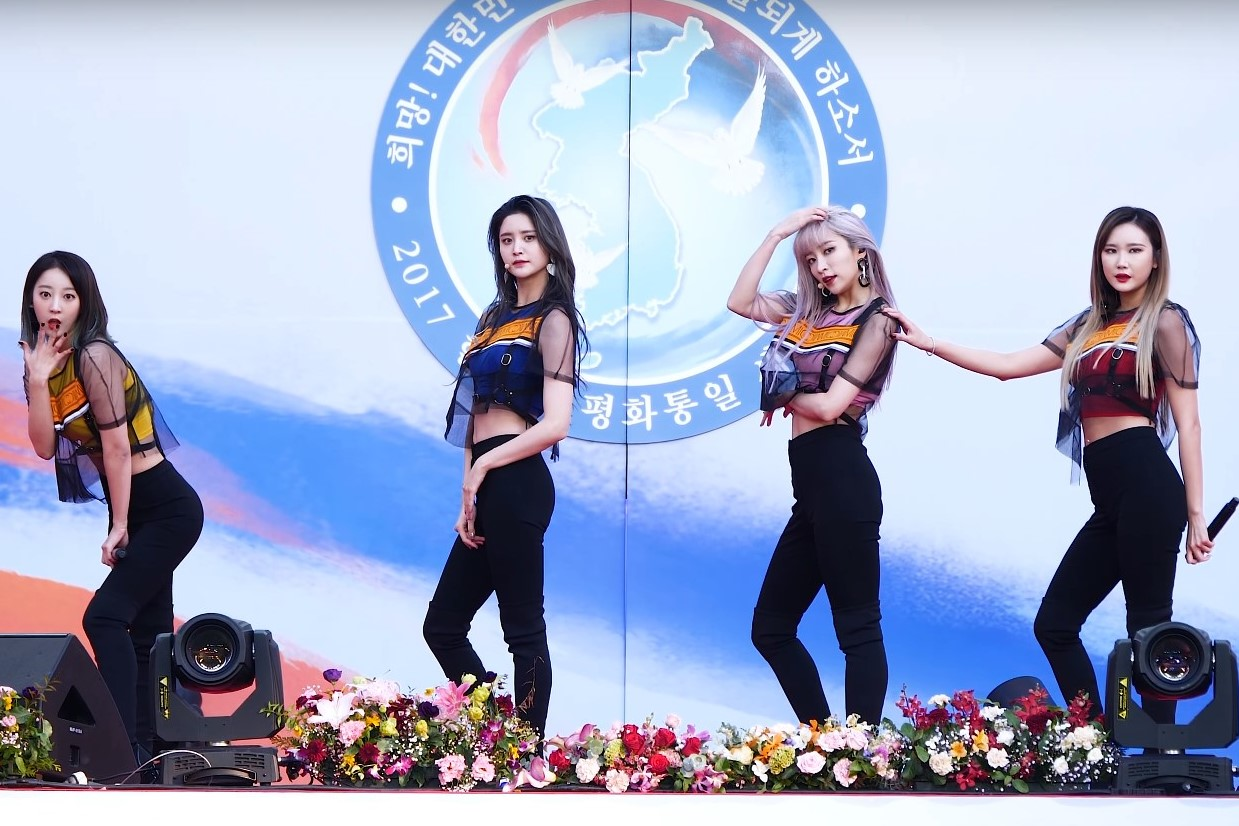
EXID tại 2017 Global Rally for the Peaceful Reunification of the Korean Peninsula vào tháng 11 năm 2017.

Vào ngày 17 tháng 10 năm 2017, EXID thông báo nhóm sẽ phát hành mini-album thứ tư Full Moon vào ngày 7 tháng 11. Mini-album đánh dấu sự trở lại của Solji sau gần một năm nghỉ ngơi chữa bệnh, cũng như là lần trở lại đầu tiên của nhóm có đầy đủ năm thành viên kể từ tháng 6 năm 2016. Tên của mini-album, '"Full Moon" nghĩa là "trăng tròn" muốn ám chỉ việc Solji tham gia thu âm đồng nghĩa với việc EXID đã trở nên hoàn thiện, trong khi tên của mini-album trước đó là "Eclipse", có nghĩa là "nguyệt thực", đại diện cho việc EXID thiếu một thành viên, nhưng sau khi nguyệt thực kết thúc, trăng sẽ lại tròn. Dù sẽ tham gia vào phần thu âm nhưng Solji vẫn sẽ không tham gia các hoạt động khác của nhóm. Ngày 7 tháng 11 năm 2017, mini-album Full Moon cùng với video âm nhạc của ca khúc chủ đề "DDD" (tiếng Hàn: 덜덜덜; Romaja: Deol Deol Deol) chính thức được phát hành. Full Moon đạt thứ hạng 6 trên bảng xếp hạng Billboard World Chart.

### 2018: Dự ánRe:flower, "Lady", ra mắt tại Nhật Bản và "I Love You"
Ngày 10 tháng 1, công ty của EXID tung ra một bức ảnh teaser của dự án Re:flower (tiếng Hàn: 재화; Hanja: 再花; Hán-Việt: Tái Hoa; dịch nghĩa đen: ""Bông hoa nở trở lại""). Mục đích của dự án là tái phát hành các ca khúc b-side nằm trong những album đã phát hành của nhóm để khán giả có thể tiếp cận những ca khúc trước đó chưa được biết đến rộng rãi. Mỗi tháng một bài hát sẽ được remix và phát hành cho đến tháng 8, tháng nhóm ra mắt với đội hình 5 người.
Giữa tháng 3, Banana Culture thông báo nhóm sẽ trở lại vào ngày 2 tháng 4 với album đĩa đơn "Lady" (tiếng Hàn: 내일해; Romaja: Naeilhae), tuy nhiên Solji vẫn sẽ không tham gia vào quá trình thu âm và quảng bá cùng với EXID. 6:00 PM (KST) ngày 2 tháng 4, EXID chính thức phát hành album đĩa đơn "Lady" cùng bài hát chủ đề và video âm nhạc "Lady".
Tháng 5, EXID thông báo nhóm sẽ chính thức ra mắt tại Nhật Bản bằng buổi showcase "EXID PREMIUM DEBUT SHOWCASE "Exceed In Dreaming" in JAPAN" vào ngày 27 tháng 6 năm 2018. Trong buổi showcase, EXID cho biết nhóm sẽ phát hành đĩa đơn "UP&DOWN [JAPANESE VERSION] vào ngày 22 tháng 8, trước đó ngày vào ngày 10 tháng 8, EXID phát hành video âm nhạc "UP&DOWN [Japanese Version]" trên trang YouTube TOKUMAJAPAN - công ty quản lý chính thức của nhóm bên Nhật. Video âm nhạc có sự xuất hiện của thành viên Solji sau gần 2 năm không xuất hiện trong các video âm nhạc của EXID. Cũng trong buổi showcase, EXID thông báo tour Nhật Bản của nhóm sẽ được tổ chức từ ngày 23 đến 25 tháng 8, Solji cũng xác nhận cô sẽ tham gia vào tour diễn.
Ngày 21 tháng 11 năm 2018, EXID trở lại với đĩa đơn "I Love You" với sự tham gia của cả năm thành viên. Bài hát đạt hạng 5 trong bảng xếp hạng Billboard World Digital Song Sales và cũng là lần đầu tiên EXID lọt top 5 bảng xếp hạng này.

### 2019:Trouble,We

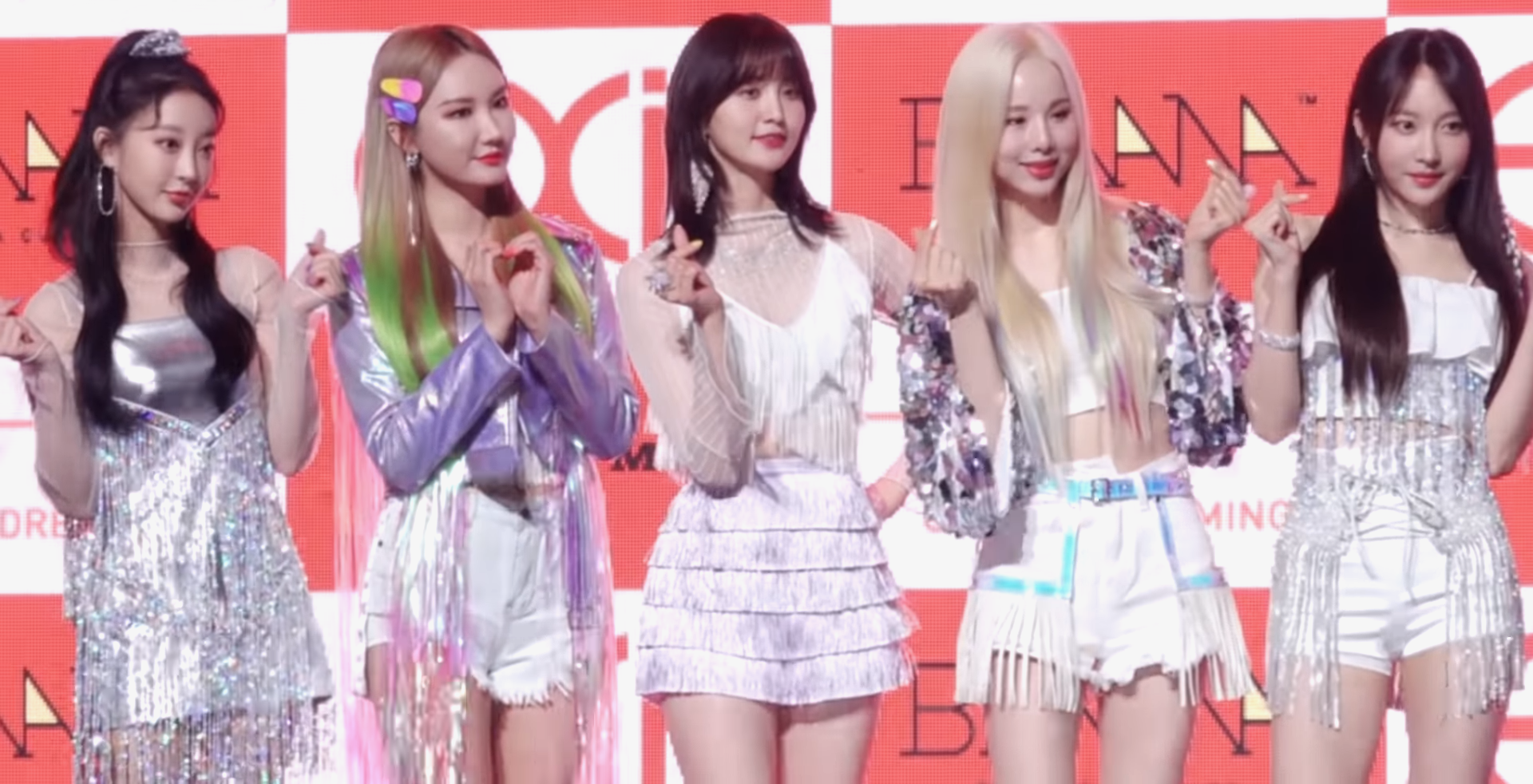
EXID trong buổi lễ ra mắt mini-album "We" vào ngày 15 tháng 5 năm 2019.

Vào ngày 31 tháng 12 năm 2018, EXID đã biểu diễn tại Tiệc đếm ngược đêm giao thừa tại Đài Bắc, Đài Loan và ở đây đến hết năm 2019.
Vào tháng 2 năm 2019, EXID đã tổ chức chuyến lưu diễn Nhật Bản thứ hai của họ mang tên "2019 EXID Valentine Japan Live Tour". Trong chuyến lưu diễn, EXID cũng trình diễn trực tiếp đĩa đơn tiếng Nhật mới Trouble, đây là ca khúc chủ đề trong album phòng thu tiếng Nhật đầu tiên cùng tên của họ. Trouble được phát hành tại Nhật Bản vào ngày 3 tháng 4 năm 2019. Trouble ra mắt và đạt vị trí thứ 12 trên Oricon Albums Chart và ở vị trí thứ 23 trên Billboard Japan Hot Albums. Nó cũng đạt vị trí thứ 10 trên Bảng xếp hạng Doanh số Album hàng đầu của Billboard Nhật Bản, với 4.831 bản được bán ra trong tuần đầu tiên.
Vào đầu tháng 5 năm 2019, thành viên Hani và Jeonghwa quyết định không gia hạn hợp đồng với Banana Culture. Ngay sau đó, có thông báo cho rằng nhóm sẽ phát hành một EP vào ngày 15 tháng 5 năm 2019. Các thành viên đã thống nhất sẽ tham gia vào các hoạt động quảng bá và sau khi kết thúc, nhóm sẽ tạm ngừng hoạt động vô thời hạn để mỗi thành viên có thể tập trung vào các hoạt động cá nhân. EXID đã phát hành EP thứ năm "We" cùng với ca khúc chủ đề "Me & You" vào ngày 15 tháng 5 năm 2019. EP ra mắt ở vị trí thứ 8 trên US World Albums Chart, trở thành EP thứ tư trong top 10 của họ trên bảng xếp hạng này. Nó đã bán được 24.423 bản ở Hàn Quốc vào tháng đó. Banana Culture sau đó đã làm rõ rằng nhóm sẽ tiếp tục hoạt động với năm thành viên tại Nhật Bản trong một năm nữa, với chuyến lưu diễn Nhật Bản mang tên "2019 EXID Summer Live Tour" bắt đầu vào tháng 8.
EXID phát hành đĩa đơn tiếng Nhật mang tên "Bad Girl For You" vào ngày 25 tháng 12 năm 2019.

### 2020:B.L.E.S.S.E.D
Ngày 19 tháng 8 năm 2020 EXID phát hành full album Nhật thứ 2 B.L.E.S.S.E.D, MV chính thức được phát hành trước vào ngày 17 tháng 7 năm 2020.
Ngày 8 tháng 11 năm 2020 họ đã tổ chức online concert đầu tiên - B.L.E.S.S.E.D, concert này diễn ra khi tour diễn ở Nhật của họ bị hoãn do dịch Covid-19.

### 2022:X,tạm dừng hoạt động
Ngày 29 tháng 9 năm 2022, EXID đã chính thức quay trở lại sau 3 năm đóng băng hoạt động với mini album "X" và tổ chúc sự kiện 10 năm debut của nhóm và

### 2024:Buổi tổ chức sau 2 năm tại lễ hội đại học( trực tuyến KUBS )
Ngày 23 tháng 5 năm 2024, nhóm tổ chức ở lễ hội tháp đá đại học Hàn Quốc( 1 số nguồn )

## Các thông tin khác
Tên nhóm EXID là viết tắt của "Exceed In Dreaming", có nghĩa là vượt lên những giấc mơ và được đặt bởi người thành lập nhóm, Shinsadong Tiger. Ban đầu, tên của nhóm được phát âm là "엑시드" (Romaja quốc ngữ: Eksideu; /[invalid input: 'icon']ˈɛksɪd/ EKS-id) dựa theo cách viết. Nhưng sau khi ra mắt thì được đổi thành "이엑스아이디" (Romaja quốc ngữ: Iekseuaidi) dựa theo cách phát âm của từng chữ cái như hiện tại, lý do vì trong tiếng Hàn, cách phát âm cũ và thuốc lắc (Ecstasy tiếng Hàn: 엑스터시; Romaja: Ekseuteosi) tương tự nhau. Ngày 9 tháng 12 năm 2012, thông qua một cuộc bình chọn trên Fancafe, EXID công bố tên fandom chính thức của nhóm là LEGGO (tiếng Hàn: 레고; Romaja: Rego).
Ngày 4 tháng 9 năm 2017, Banana Culture công bố set màu chính thức của nhóm mang tên "Eclipse". Set màu bao gồm màu Pantone 7499C, màu Pantone 7423C và màu Pantone 272C.

## Nhóm nhỏ

### Dasoni
Dasoni (tiếng Hàn Quốc: 다소니) là nhóm nhỏ đầu tiên của EXID gồm hai thành viên Solji và Hani được thành lập vào năm 2013. Tên của nhóm nhỏ là viết tắt của "The Solji Hani", với chữ "The" được phát âm là "Da" trong tiếng Hàn. Đĩa đơn kỹ thuật số đầu tiên của Dasoni, Good Bye được phát hành vào ngày 15 tháng 2 năm 2013 và được sản xuất bởi Shinsadong Tiger và Choi Gyu-sung. Ngày 15 tháng 3 năm 2013, nhóm nhỏ cho phát hành album đĩa đơn kỹ thuật số thứ hai Stage Of The 70's với bài hát chủ đề "Said So Often (아주 흔한 말 (Stage Ver.))" được Shinsadong Tiger và Rado phối hợp sản xuất.
Đầu năm 2016, có thông tin cho rằng Dasoni đang rục rịch quay trở lại sàn đấu âm nhạc. Ngày 3 tháng 3 năm 2016, nhóm nhỏ tung ra đĩa đơn kỹ thuật số "Only One" để quảng bá cho album phòng thu đầu tiên của EXID, nhưng không phải dưới tên Dasoni mà là Solji Hani. Lý do có sự thay đổi này là do Banana Culture mong muốn có thêm nhiều sự kết hợp giữa các thành viên trong tương lai.

## Thành viên

### Thành viên hiện tại
| Nghệ danh | Nghệ danh | Nghệ danh | Tên thật       | Tên thật | Tên thật       | Tên thật | Tên thật       | Ngày sinh         | Nơi sinh                           | Vai trò                                             |
| Latinh    | Hangul    | Kana      | Latinh         | Hangul   | Kana           | Hanja    | Hán-Việt       | Ngày sinh         | Nơi sinh                           | Vai trò                                             |
| Solji1    | 솔지      | ソルジ    | Heo Sol-ji     | 허솔지   | ホ・ソルジ     | 許率智   | Hứa Suất Trí   | 10 tháng 1, 1989  | Gwanak-gu, Seoul, Hàn Quốc         | Leader, Main Vocal                                  |
| LE2       | 엘리      | エリー    | Ahn Hyo-jin    | 안효진   | アン・ヒョジン | 安孝珍   | An Hiếu Trân   | 10 tháng 12, 1991 | Cheonan, Chungcheong Nam, Hàn Quốc | Main Rapper, Sub Vocal                              |
| Hani3     | 하니      |           | Ahn Hee-yeon   | 안희연   |                | 安喜延   | An Hỷ Nghiên   | 1 tháng 5, 1992   | Gangnam-gu, Seoul, Hàn Quốc        | Center, Lead Vocal, Lead Dancer                     |
| Hyelin4   | 혜린      | ヘリン    | Seo Hye-lin    | 서혜린   | ソ・ヘリン     | 徐慧潾   | Từ Huệ Lân     | 23 tháng 8, 1993  | Gwangju, Hàn Quốc                  | Lead Vocal                                          |
| Jeonghwa5 | 정화      |           | Park Jeong-hwa | 박정화   |                | 朴正花   | Phác Chính Hoa | 8 tháng 5, 1995   | Anyang, Gyeonggi, Hàn Quốc         | Main Dancer, Visual, Lead Rapper, Sub Vocal, Maknae |

- 1Solji từng là thành viên của nhóm nhạc 2NB cùng với Gabin của Blady và cũng đã phát hành một số đĩa đơn solo vào năm 2008.[96][97] Trước khi trở thành thành viên của EXID cô từng là người huấn luyện thanh nhạc của nhóm.[98] . Cuối tháng 12 năm 2016, Solji được chẩn đoán mắc phải chứng cường giáp, khiến cho cô phải ngừng mọi hoạt động để chú tâm vào việc chữa bệnh[53][54]. Hiện cô đã trở lại và hoạt động cùng EXID.
- 2LE cũng từng quay video để tham gia JYP, cô đã đậu nhưng vì một lí do nào đó cô đã từ chối, cô cũng từng là thành viên của nhóm rap underground Jiggy Fellaz với nghệ danh Elly[99] và đã xuất hiện trong bài hát "Whenever You Play That Song" của Huh Gak trước khi ra mắt cùng với EXID[100] Từ khi ra mắt cô đã hợp tác với nhiều nghệ sĩ như HyunA (cựu thành viên 4Minute)[101], Junhyung (BEAST)[102], FeelDog (Big Star) và Im Chang-jung.[103] Cô cũng đã tham gia chương trình Show Me the Money 2 vào năm 2013.[104]
- 3Hani từng là thực tập sinh của JYP Entertainment khi đang học cấp ba.[105] Năm 2015, cô xuất hiện trong video âm nhạc cho bài hát "Fire" của Mad Clown[106] và tham gia nhiều chương trình truyền hình như Off to School,[107] Match Made in Heaven Returns,[108] Crime Scene 2[109] và A Style for You.[110]
- 4Hyelin từng tham gia vào cuộc thi Superstar K3 và đã lọt qua vòng thử giọng.[111] Ban đầu cô không được chọn vào đội hình ra mắt của EXID nhưng sau đó đã được bổ sung vào nhóm cùng với Solji.
- 5Jeonghwa cũng từng là thực tập sinh của JYP Entertainment[1]. Trước khi trở thành thành viên của EXID, cô đã xuất hiện trong video âm nhạc cho các bài hát "Tell Me" của Wonder Girls[99] và "Whenever You Play That Song" của Huh Gak.[112]

### Thành viên cũ
| Nghệ danh  | Nghệ danh | Tên thật      | Tên thật | Tên thật | Tên thật          | Ngày sinh         | Nơi sinh          |
| Latinh     | Hangul    | Latinh        | Hangul   | Hanja    | Hán-Việt          | Ngày sinh         | Nơi sinh          |
| Dami1      | 다미      | Kang Hye-yeon | 강혜연   | 姜蕙妍   | Khương Huệ Nghiên | 8 tháng 12, 1990  | Incheon, Hàn Quốc |
| Yuji2      | 유지      | Jung Yoo-ji   | 정유지   | 鄭宥智   | Trịnh Du Trí      | 2 tháng 1, 1991   | Seoul, Hàn Quốc   |
| Haeryeong3 | 해령      | Na Hae-ryeong | 나해령   | 羅海嶺   | Nhã Hải Linh      | 11 tháng 11, 1994 | Seoul, Hàn Quốc   |

- 1Dami ngừng hoạt động với EXID không lâu sau khi nhóm ra mắt và trở thành thành viên nhóm nhạc Bestie với nghệ danh Hyeyeon sau đó một năm.
- 2Yuji từng là thực tập sinh của JYP Entertainment.[1] Ban đầu cô được lên kế hoạch ra mắt trong một nhóm nhạc bốn thành viên cùng với Hani, Hyorin (Sistar) và Jieun (Secret). Yuji ngừng hoạt động với EXID không lâu sau khi nhóm ra mắt và trở thành thành viên nhóm nhạc Bestie với nghệ danh Uji sau đó một năm.
- 3Haeryeong cũng từng là thực tập sinh của JYP Entertainment.[1] Cô ngừng hoạt động với EXID để theo đuổi sự nghiệp diễn xuất và trở thành thành viên nhóm nhạc Bestie sau đó một năm.

## Danh sách đĩa nhạc

### Album phòng thu
- Street (2016)
- Trouble (2019)
- B.L.E.S.S.E.D (2020)

### EP
- Hippity Hop (2012)
- Ah Yeah (2015)
- Eclipse (2017)
- Full Moon (2017)
- We (2019)
- Bad Girl For You (2019)
- X (2022)

## Danh sách phim và chương trình truyền hình

### Phim truyền hình
| Năm  | Tên phim                                  | Kênh          | Vai diễn          | Ghi chú                               |
| 2012 | Twelve Men in a Year                      | tvN           | Nhóm nhạc nữ      | Khách mời, tập 8 Với đội hình ban đầu |
| 2015 | Tundra Show: My Boyfriend is a Babysitter | MBC Every1    | Yook Ah Young     | Jeonghwa Vai nữ chính                 |
| 2015 | Producers                                 | KBS           | Chính mình        | Hani Cameo tập 5                      |
| 2017 | Mask                                      | Naver TV Cast | Lee Chae-ri Anita | Jeonghwa Vai nữ chính                 |

### Chương trình truyền hình
| Năm  | Tên chương trình                                   | Kênh                           | Thành viên          | Ghi chú |
| 2013 | Show Me The Money 2                                | Mnet                           | LE                  | Thí sinh |
| 2014 | Always Cantare                                     | tvN                            | Cả nhóm             | |
| 2014 | Idol School                                        | MBC Music                      | Cả nhóm             | Khách mời tập 11 |
| 2014 | Weekly Idol                                        | MBC Every1                     | Cả nhóm             | Khách mời tập 178 |
| 2015 | Hello Counselor                                    | KBS                            | Jeonghwa và Hani    | Khách mời tập 207 |
| 2015 | Weekly Idol                                        | MBC Every1                     | Cả nhóm             | Khách mời tập 197 |
| 2015 | Yaman TV                                           | Mnet                           | Cả nhóm             | Khách mời |
| 2015 | Idol Star Athletics Championships (ISAC)           | MBC                            | Cả nhóm             | Thí sinh - Lunar Special Huy chương Đồng (Bắn cung - W)                                                                        |
| 2015 | Weekly Idol                                        | MBC Every1                     | Cả nhóm             | Khách mời (tập 226) |
| 2015 | Law of the Jungle                                  | SBS                            | Hani                | Law of the Jungle ở Nicaragua                                                                                                  |
| 2015 | Running Man                                        | SBS                            | Hani                | Khách mời tập 237 |
| 2015 | Đấu trường 100                                     | KBS2                           | Hani, LE và Hyelin  | Thi đấu chính - Hani Thi đấu phụ - LE và Hyelin                                                                                |
| 2015 | Gourmet Road                                       | K-STAR                         | Cả nhóm             | Khách mời tập 233 |
| 2015 | King of Mask Singer                                | MBC                            | Solji và Hani       | Thí sinh - Solji - Mask King đầu tiên Khán giả - Hani                                                                          |
| 2015 | Witch Hunt                                         | JTBC                           | Solji               | Khách mời |
| 2015 | Idol Star Athletics Championships (ISAC)           | MBC                            | Cả nhóm             | Thí sinh - Chuseok Special Huy chương Vàng (Chạy tiếp sức 400m - W)                                                            |
| 2015 | Running Man                                        | SBS                            | Hani                | Khách mời tập 275 |
| 2015 | Hello Counselor                                    | KBS                            | Hani, LE và Hyelin  | Khách mời tập 250 |
| 2016 | Duet Song Festival                                 | MBC                            | Solji               | Song ca cùng Doo Jin-soo |
| 2016 | A Look At Myself                                   | KBS                            | Cả nhóm             | Khách mời đặc biệt tập 23 |
| 2016 | Idol Star Athletics Championships (ISAC)           | MBC                            | Cả nhóm             | Thí sinh - Lunar Special Huy chương Vàng (Đấu vật - W) Huy chương Vàng (Bắn cung - W) Huy chương Bạc (Chạy tiếp sức 400m - W)  |
| 2016 | Idol & Family National Singing Competition         | KBS                            | Cả nhóm             | Khán giả - các thành viên của EXID Thí sinh - Solji & anh trai                                                                 |
| 2016 | We Are Siblings                                    | KBS2                           | Hani                | Hani tham gia cùng em trai của mình                                                                                            |
| 2016 | King of Mask Singer                                | MBC                            | Hani                | Thí sinh - Hani vào tới chung kết, tập 47-48                                                                                   |
| 2016 | Nation's Big Three                                 | SBS                            | Hani                | Dẫn chương trình |
| 2016 | Battle N Trip                                      | KBS                            | Solji và Hani       | Khách mời |
| 2016 | Weekly Idol                                        | MBC Every1                     | Cả nhóm             | Khách mời (tập 254) |
| 2016 | Sugar Man                                          | JTBC                           | Solji và Hani       | Khách mời (cùng với Chen và Chanyeol của EXO)                                                                                  |
| 2016 | King Of Masked Singer                              | MBC                            | Hyelin              | Thí sinh: Cheerleader, tập 63                                                                                                  |
| 2016 | Talents for Sale                                   | KBS                            | Solji               | Khách mời, tập 10 |
| 2016 | Duet Song Festival                                 | MBC                            | Hyelin và Jeonghwa  | Giám khảo khách mời |
| 2016 | King Of Masked Singer                              | MBC                            | Jeonghwa            | Giám khảo khách mời |
| 2016 | Weekly Idol                                        | MBC Every1                     | Hani                | MC tạm thời Từ tập 245 tới tập 270                                                                                             |
| 2016 | Happy Together                                     | KBS                            | Solji               | Khách mời, tập 461 |
| 2016 | Immortal Songs 2                                   | KBS                            | Solji               | Thí sinh, tập 265 |
| 2016 | King Of Monthly Events                             | JTBC                           | Hyelin              | Thành viên cố định |
| 2016 | Tribe Of Hip Hop 2                                 | JTBC                           | LE                  | Giám khảo, nhà sản xuất |
| 2016 | Duet Song Festival                                 | MBC                            | Hani                | Thí sinh |
| 2017 | Knowing Bros                                       | JTBC                           | Hani                | Khách mời |
| 2017 | Lunar Special: Girl Group War - The Family's Honor | KBS                            | Cả nhóm (trừ Solji) | |
| 2017 | Idol Star Athletics Championships (ISAC)           | MBC                            | Cả nhóm (trừ Solji) | Thí sinh - Lunar Special Huy chương Bạc (Bắn cung - W) Huy chương Bạc (Chạy tiếp sức 400m - W) MC phần thi Bắn cung Nam - Hani |
| 2017 | Trick & True                                       | KBS                            | Hani và Jeonghwa    | Khách mời tập cuối |
| 2017 | Flower Crew                                        | SBS                            | Hani                | Khách mời tập 27 |
| 2017 | Happy Together                                     | KBS                            | Hani                | Khách mời Tập đặc biệt kỉ niệm 15 năm lên sóng của Happy Together: "Tray Karaoke Returns"                                      |
| 2017 | Raid The Convenience Store                         | tvN                            | Hyelin              | Thành viên cố định |
| 2017 | Give Me A Meal                                     | JTBC                           | Hani                | Khách mời |
| 2017 | King Of Masked Singer                              | MBC                            | Hani                | Giám khảo khách mời |
| 2017 | I Can See Your Voice                               | Mnet                           | Cả nhóm (trừ Solji) | Khách mời |
| 2017 | I Suddenly Got A Million Won                       | O'live                         | Hani                | MC cố định |
| 2017 | Oh! Cool Guy                                       | Channel A                      | Hyelin và Hani      | Khách mời |
| 2017 | Weekly Idol                                        | MBC Every1                     | Cả nhóm (trừ Solji) | Khách mời (tập 299) |
| 2017 | Weekly Idol                                        | MBC Every1                     | Hani                | Khách mời (tập đặc biệt thứ 300)                                                                                               |
| 2017 | DJ Show Triangle                                   | SBS                            | Hani và LE          | Khách mời |
| 2017 | Battle Trip                                        | KBS                            | Hyelin              | MC đặc biệt |
| 2017 | MTV The Show                                       | SBS MTV                        | Jeonghwa            | MC cố định (Cùng với BlockB P.O và Momoland Yeonwoo)                                                                           |
| 2017 | Gag Concert                                        | KBS                            | Cả nhóm (trừ Solji) | Khách mời (tập đặc biệt thứ 900)                                                                                               |
| 2017 | Law Of The Jungle                                  | SBS                            | Hani                | Khách mời Law Of The Jungle tại Indonesia                                                                                      |
| 2017 | Magudan                                            | Kakao TV                       | Hyelin              | Khách mời |
| 2017 | Ranking Show 123                                   | MBC                            | Hyelin              | Khách mời |
| 2017 | Weekly Idol                                        | MBC                            | Cả nhóm (trừ Solji) | Khách mời Tập đặc biệt kỷ niệm 10 năm                                                                                          |
| 2017 | Beauty View                                        | JTBC                           | Hani                | MC cố định (Cùng với Soyou) |
| 2017 | Wednesday Food Talk                                | tVN                            | Hyelin và Jeonghwa  | Khách mời |
| 2017 | I Am Chef                                          | TV Chosun                      | Hani                | Khách mời |
| 2017 | Weekly Idol                                        | MBC                            | Cả nhóm (trừ Solji) | Khách mời Tập đặc biệt Giáng Sinh                                                                                              |
| 2017 | King Of Masked Singer                              | MBC                            | LE                  | Thí sinh |
| 2018 | Secret Unnie                                       | JTBC4                          | Hani                | Khách mời (Cùng với Yoojung (Weki Meki))                                                                                       |
| 2018 | Weekly Idol                                        | MBC Every1                     | Cả nhóm             | Khách mời tập 351 và 383 |
| 2018 | Noon Song of Hope                                  | MBC FM4U                       | Cả nhóm             | Khách mời |
| 2018 | Knowing Brothers                                   | JTBC                           | Cả nhóm             | Khách mời tập 157 |
| 2018 | King of Masked singer                              | MBC                            | Solji và Jeonghwa   | Thí sinh tập 151 (Jeonghwa) Thắng 5 lần liên tiếp từ tập 163-174(Solji)                                                        |
| 2019 | Guest My Next Move                                 | Mnet                           | Hani và LE          | Khách mời tập 5 (cùng với Sandeul (B1A4),Kim Dong-hyun và em trai Hani)                                                        |
| 2019 | Running Man                                        | SBS                            | Hani và Solji       | Khách mời tập 448 |
| 2019 | Radio Star                                         | MBC                            | Hyelin và LE        | Khách mời tập 128 cùng diễn viên Lee Chaeyoung (Hyelin) Khách mời tập 131 cùng MBLAQ Mir and Thunder, Din Din, 2AM Jin Woon    |
| 2019 | Under Nineteen                                     | MBC                            | Solji, Hani và LE   | Cố vấn của Team Vocal (Solji) Khách mời đặc biệt (Hani và LE)                                                                  |
| 2022 | Weekly Idol                                        | MBC                            | Cả nhóm             | Khách mời tập 582 |
| 2022 | Killing voice                                      | Dingo Music                    | Cả nhóm             | |
| 2022 | 밥묵자                                             | 꼰대희                         | Cả nhóm             | |
| 2022 |                                                    |                                | Cả nhóm             | |
| 2022 |                                                    |                                | Cả nhóm             | |
| 2022 |                                                    |                                | Cả nhóm             | |
| 2022 |                                                    |                                | Cả nhóm             | |
| 2022 | Crazy Mukbang                                      | DIVE Studios / 다이브 스튜디오 | LE, Jeonghwa        | |

### Chương trình thực tế
| Năm         | Tên chương trình  | Kênh             | Thành viên                 | Tập | Ghi chú                   |
| 2012 - 2013 | BUTBUT TV (mùa 1) | YouTube          | Cả nhóm                    | 17  | Chính mình Nhân vật chính |
| 2013 - 2014 | BUTBUT TV (mùa 2) | YouTube          | Cả nhóm                    | 2   | Chính mình Nhân vật chính |
| 2014        | BUTBUT TV (mùa 3) | YouTube          | Cả nhóm                    | 8   | Chính mình Nhân vật chính |
| 2015        | BUTBUT TV (mùa 4) | YouTube          | Cả nhóm                    | 8   | Chính mình Nhân vật chính |
| 2015        | EXID's SHOWTIME!  | MBC              | Cả nhóm                    | 8   | Chính mình Nhân vật chính |
| 2016        | BUTBUT TV (mùa 5) | YouTube          | Cả nhóm                    | 7   | Chính mình Nhân vật chính |
| 2018        | Made in EXID      | Naver TV Zing TV | LE, Hani, Hyelin, Jeonghwa | 25  |                           |

## Quảng cáo và đại sứ

### Quảng cáo
| Năm         | Thể loại | Thành viên    | Chú thích              |
| 2014        | Vitamin uống "PRINKLE" (프링클) | Cả nhóm       |                        |
| 2015        | Thương hiệu thể thao "Akiii Classic" (아키클래식) | Cả nhóm       |                        |
| 2015        | Điện thoại thông minh "LG U+" (LG유플러스) | Cả nhóm       |                        |
| 2015        | Gà rán "TIBA Chicken" (티바두마리치킨) | Cả nhóm       |                        |
| 2015        | Camera hành trình "Angel Black Box" (엔젤 블랙박스) | Cả nhóm       |                        |
| 2015        | Cà phê "TomNToms Coffee" (탐앤탐스 커피) | Cả nhóm       |                        |
| 2015        | Công viên giải trí "California Beach of Gyeongju World" (경주월드) | Cả nhóm       |                        |
| 2015        | Kem "GooGoo Cone Ice Cream" (구구콘) | Cả nhóm       |                        |
| 2015        | Nước ngọt "Pepsi (với INFINITE), Pepsi (không có INFINITE)" (펩시콜라) | Cả nhóm       | Cùng INFINITE          |
| 2015        | Thương hiệu đồ Jean "JAMBANGEE" (잠뱅이) | Hani          | Cùng Kwak Si Yang      |
| 2015        | Trò chơi "Clash of Kings" (클래시 오브 킹즈) | Hani          |                        |
| 2015        | Mì Ramyeon "Paldo Ramen(Hani), Paldo Ramen(Solji, Hani)" (왕뚜껑) | Solji và Hani | Cùng Hyukoh            |
| 2015 - 2016 | Thời trang thể thao "MIZUNO" (미즈노) | Cả nhóm       |                        |
| 2015 - 2016 | Mỹ phẩm "KISSME" (키스미) | Cả nhóm       |                        |
| 2015 - 2016 | Trò chơi "Sudden Attack" (서든어택) | Cả nhóm       |                        |
| 2015 - 2016 | Túi xách "Paul's Boutique" (폴스부띠끄) | Hani          |                        |
| 2015 - 2016 | Máy tính "Lenovo" (레노버) | Hani          |                        |
| 2015 - 2016 | Kính áp tròng "O－LEns" (올렌즈) | Hani          |                        |
| 2016        | Bánh quy "OREO" (오레오) | Hani          |                        |
| 2016        | Trò chơi "Special Soldier" (스페셜솔져) | Cả nhóm       |                        |
| 2016        | Thương hiệu thời trang "CHERRYKOKO" (체리코코) | Solji         | Dự án hợp tác          |
| 2017        | Gà rán "KFC Okonomiyaki Chicken, Long Burger bản kỹ thuật số 1 phút, Long Burger bản A 15 giây, Long Burger bản B 15 giây, Tteomeokneun Chicken bản 15 giây" (케이에프씨) | Hani          |                        |
| 2017        | Trà chanh đóng chai "Coca-Cola Fuze Tea" (飛想茶) | Hani          | Quảng cáo tại Đài Loan |

### Đại sứ
| Năm  | Sự kiện                                 | Thành viên |
| 2015 | Lễ bổ nhiệm Cảnh sát Địa phương Incheon | Cả nhóm    |
| 2015 | Fashion KODE 2016                       | Cả nhóm    |
| 2015 | Lễ hội truyền thông K-ICT               | Cả nhóm    |

## Tour, concert và các buổi biểu diễn khác

### Tour

#### 2017 EXID Asia Tour
| Năm  | Ngày tổ chức | Thành phố | Địa điểm                        |
| 2017 | 17 tháng 6   | Hồng Kông | Star Hall KITEC                 |
| 2017 | 15 tháng 7   | Singapore | Kallang Theatre                 |
| 2017 | 12 tháng 8   | Seoul     | Đại học Yonsei                  |
| 2017 | 26 tháng 8   | Đài Loan  | New Taipei City Exhibition Hall |

#### 2022 JAPAN -FINAL- LIVE TOUR
| Ngày tổ chức | Thành phố | Địa điểm         |
| 2 tháng 9    | Tokyo     | Zepp Driver City |
| 6 tháng 9    | Fukuoka   | Zepp Fukuoka     |
| 8 tháng 9    | Osaka     | Zepp Namba       |
| 9 tháng 9    | Nagoya    | Zepp Nagoya      |

### Concert
| Năm  | Ngày tổ chức | Tên concert                   | Địa điểm                                                                |
| 2016 | 14 tháng 2   | EXID's LEGGO SHOW             | Yes24 MUV HALL, Hongdae, Seoul, Hàn Quốc                                |
| 2016 | 18 tháng 3   | EXID's LEGGO SHOW in Shanghai | Q.HALL, Trung tâm Văn hóa Nghệ thuật Thượng Hải, Thượng Hải, Trung Quốc |
| 2016 | 25 tháng 9   | EXID's LEGGO WORLD in Taiwan  | Trung tâm Hội nghị quốc tế Đài Bắc, Đài Loan                            |
| 2017 | 17 tháng 6   | EXID Asia Tour in Hongkong    | KITEC Star Hall, Hồng Kông                                              |
| 2017 | 15 tháng 7   | EXID Asia Tour in Singapore   | Nhà hát Kailang, Singapore                                              |
| 2017 | 12 tháng 8   | EXID Asia Tour in Seoul       | Đại học Yonsei, Seoul, Hàn Quốc                                         |
| 2017 | 26 tháng 8   | EXID Asia Tour in Taiwan      | Trung tâm triển lãm Tân Đài Bắc, Đài Loan                               |

### Showcase
| Năm  | Ngày tổ chức | Tên showcase                                         |
| 2012 | 14 tháng 2   | Debut Showcase                                       |
| 2012 | 15 tháng 8   | "Hippity Hop" Showcase                               |
| 2014 | 24 tháng 8   | "Up & Down" Showcase                                 |
| 2015 | 12 tháng 4   | "Ah Yeah" Guerrilla Concert (Showcase)               |
| 2015 | 18 tháng 7   | 2015 EXID 1st SHOWCASE in TAIWAN                     |
| 2016 | 11 tháng 1   | Hội nghị Giao lưu văn hóa Hàn - Trung tại Trung Quốc |
| 2016 | 1 tháng 6    | "Street" Showcase                                    |
| 2017 | 10 tháng 4   | 3rd mini-album "Eclipse" Showcase                    |

#### FANCON
- EXID 10th Anniversary FAN-CON <EXID X LEGGO> (2023)

#### Khác
- Đẹp chuẩn Pond's - Đón thần tượng (Việt Nam, 2016)

## Giải thưởng và đề cử
Kể từ khi ra mắt vào năm 2012, EXID đã giành chiến thắng 22 lần trên các chương trình âm nhạc, lần đầu tiên vào ngày 8 tháng 1 năm 2015 trên M! Countdown với bài hát "Up & Down", và nhận được 13 giải thưởng tại các lễ trao giải.